# 대구시의 국회의원
경상북도 대구시 선거구는 대한민국 건국 후 생성된 경상북도 대구부 선거구가 1949년 8월 15일 개칭된 선거구이다. 1963년 1월 1일 구제 실시로 경상북도 대구시 중구 선거구 등 4개 선거구로 조정되었다.

## 행정구역 변천
- 1945년 8월 15일 경상북도 대구부
- 1949년 8월 15일 경상북도 대구시
- 1958년 1월 1일 달성군 동촌면·공산면·가창면·월배면·성서면 편입
- 1963년 1월 1일 구.공산면(동변동·서변동 제외)·구.가창면(파동 제외)·구.월배면·구.성서면 달성군에 환원, 구제 실시로 중구·동구·서구·남구·북구 설치

## 대구시의 역대 국회의원 일람
| 대수         | 이름           | 소속정당       | 임기                               | 선거구역 |
| ------------ | -------------- | -------------- | ---------------------------------- | --- |
| 제헌         | 최윤동(崔允東) | 한국민주당     | 1948년 5월 31일 - 1950년 5월 30일  | 대구부 갑: 서내동, 북내동, 포정동, 서문로1가, 서성로2가, 태평로2가, 전동, 향촌동, 계산동2가, 종로1가, 종로2가, 남성로, 동일동, 장관동, 북성로1가, 북성로2가, 대안동, 삼덕동, 사일동, 화전동, 태평로1가, 칠성동, 동문동, 문화동, 상덕동, 용덕동, 공평동, 완전동, 동인동, 교동, 동성로1가, 동성로2가, 동성로3가, 남일동, 곡산동, 신암동, 산격동, 복현동, 검단동, 수동, 상서동, 하서동 |
| 제헌         | 서상일(徐相日) | 한국민주당     | 1948년 5월 31일 - 1950년 5월 30일  | 대구부 을: 동산동, 시장북통, 서문로2가, 도원동, 서야동, 인교동, 달성동, 계산동1가, 수창동, 대신동, 서성로1가, 원동, 태평로3가, 비산동, 상리동, 중리동, 평리동, 이현동, 노곡동, 조야동, 내당동, 성당동 |
| 제헌         | 백남채(白南採) | 한국민주당     | 1948년 5월 31일 - 1950년 5월 30일  | 대구부 병: 남산동, 봉산동, 대봉동, 덕산동, 대명동, 중동, 하동, 상동, 신천동, 효목동, 만촌동, 범어동, 황청동, 지산동, 범물동, 두산동, 봉덕동 |
| 제2대        | 조경규(趙瓊奎) | 무소속         | 1950년 5월 31일 - 1954년 5월 30일  | 대구시 갑: 동인동1,2,3,4가 교동 태평로1,2가 용덕동 상덕동 완전동 문화동 공평동 동성로1가 화전동 북성로1가 향촌동 북성로2가 서동 북내동 대안동 포정동 서문로1,2가 사일동 남일동 종로1,2가 전동 동일동 장관동 동성로3가 상서동 하서동 가동 남성로 계산동1,2가 삼덕동1,2,3가 칠성동1,2가 신암동 침산동 산격동 복현동 검단동 동성로2가 동문동                                           |
| 제2대        | 박성하(朴性夏) | 중앙불교위원회 | 1950년 5월 31일 - 1954년 5월 30일  | 대구시 을: 태평로3가 가창동 도원동 달성동 대신동 동산동 시장북로 서야동 인교동 서성로1,2가 성당동 내당동 비산동 평리동 중리동 상리동 이현동 원대동 노곡동 조야동 |
| 제2대        | 이갑성(李甲成) | 무소속         | 1950년 5월 31일 - 1954년 5월 30일  | 대구시 병: 남산동 덕산동 봉산동 대봉동 신천동 효목동 만촌동 지산동 범물동 두산동 상동 중동 하동 봉덕동 대명동 |
| 제3대        | 서동진(徐東辰) | 민주국민당     | 1954년 5월 31일 - 1958년 5월 30일  | 대구시 갑: 동인동1,2,3,4가 교동 태평로1,2가 용덕동 상덕동 완전동 문화동 공평동 동성로1가 화전동 북성로1가 향촌동 북성로2가 서동 북내동 대안동 포정동 서문로1,2가 사일동 남일동 종로1,2가 전동 동일동 장관동 동성로3가 상서동 하서동 가동 남성로 계산동1,2가 삼덕동1,2,3가 칠성동1,2가 신암동 침산동 산격동 복현동 검단동 동성로2가 동문동                                           |
| 제3대        | 조병옥(趙炳玉) | 민주국민당     | 1954년 5월 31일 - 1958년 5월 30일  | 대구시 을: 태평로3가 가창동 도원동 달성동 대신동 동산동 시장북로 서야동 인교동 서성로1,2가 성당동 내당동 비산동 평리동 중리동 상리동 이현동 원대동 노곡동 조야동 |
| 제3대        | 이우줄(李雨茁) | 무소속         | 1954년 5월 31일 - 1958년 5월 30일  | 대구시 병: 남산동 덕산동 봉산동 대봉동 신천동 효목동 만촌동 지산동 범물동 두산동 상동 중동 하동 봉덕동 대명동 |
| 제4대        | 신도환(辛道煥) | 무소속         | 1958년 5월 31일 - 1960년 7월 28일  | 대구시 갑: 동인동1,2,3,4가 삼덕동1,2,3가 봉산동 태평로1가 교동 덕산동 동성로1,2,3가 용덕동 상덕동 완전동 문화동 동문동 공평동 사일동 화전동 남일동 |
| 제4대        | 이병하(李炳夏) | 민주당         | 1958년 5월 31일 - 1960년 7월 28일  | 대구시 을: 태평로2,3가 동일동 동산동 계산동1,2가 남성로 수동 상서동 하서동 종로1,2가 장관동 전동 포정동 서문로1,2가 서내동 북내동 서성로1,2가 서야동 인교동 대안동 북성로1,2가 향촌동 도원동 수창동 달성동 대신동 시장북로 원대동 노곡동 조야동 |
| 제4대        | 이우줄(李雨茁) | 자유당         | 당선 무효                          | 대구시 병: 신암동 신천동 효목동 만촌동 범어동 황청동 지산동 범물동 두산동 상동 중동 하동 파동 용계동 오동 정대동 냉천동 행정동 상원동 단산동 대일동 주동 옥분동 삼산동 우록동 |
| 제4대        | 임문석(林文碩) | 민주당         | 1958년 12월 31일 - 1960년 7월 28일 | 대구시 병: 신암동 신천동 효목동 만촌동 범어동 황청동 지산동 범물동 두산동 상동 중동 하동 파동 용계동 오동 정대동 냉천동 행정동 상원동 단산동 대일동 주동 옥분동 삼산동 우록동 |
| 제4대        | 조재천(曺在千) | 민주당         | 1958년 5월 31일 - 1960년 7월 28일  | 대구시 정: 남산동 대명동 봉덕동 대봉동 |
| 제4대        | 조일환(曺逸煥) | 민주당         | 1958년 5월 31일 - 1960년 7월 28일  | 대구시 무: 상리동 이현동 비산동 평리동 중리동 내당동 성당동 파산동 파호동 호림동 갈산동 신당동 이곡동 장동 장기동 죽전동 용산동 감삼동 본리동 송현동 상인동 진천동 유천동 대천동 상동 하동 도원동 |
| 제4대        | 이순희(李淳熙) | 자유당         | 당선 무효                          | 대구시 기: 칠성동1,2가 산격동 검단동 복현동 침산동 봉무동 불로동 도동 지저동 입석동 검사동 방촌동 둔산동 부동 평리동 평광동 능성동 진인동 도학동 백안동 미곡동 용수동 신무동 미대동 내동 신룡동 중대동 송정동 덕산동 지묘동 연경동 서변동 동변동 |
| 제4대        | 최희송(崔熙松) | 민주당         | 1958년 9월 29일 - 1960년 6월 29일  | 대구시 기: 칠성동1,2가 산격동 검단동 복현동 침산동 봉무동 불로동 도동 지저동 입석동 검사동 방촌동 둔산동 부동 평리동 평광동 능성동 진인동 도학동 백안동 미곡동 용수동 신무동 미대동 내동 신룡동 중대동 송정동 덕산동 지묘동 연경동 서변동 동변동 |
| 제5대 민의원 | 서동진(徐東辰) | 민주당         | 1960년 7월 29일 - 1961년 5월 16일  | 대구시 갑: 동인동1,2가 삼덕동1,2,3가 봉산동 태평로1가 교동 덕산동 동성로1,2,3가 용덕동 상덕동 완전동 문화동 동문동 공평동 사일동 화전동 남일동 |
| 제5대 민의원 | 서상일(徐相日) | 사회대중당     | 1960년 7월 29일 - 1961년 5월 16일  | 대구시 을: 태평로2,3가 동일동 동산동 계산동1,2가 남성로 수동 상서동 하서동 종로1,2가 장관동 전동 포정동 서문동1,2가 서내동 북내동 서성로1,2가 서야동 인교동 대안동 북성로1,2가 향촌동 도원동 수창동 달성동 대신동 시장북로 원대동 노곡동 조야동 |
| 제5대 민의원 | 임문석(林文碩) | 민주당         | 1960년 7월 29일 - 1961년 5월 16일  | 대구시 병: 신암동 신천동 효목동 만촌동 범어동 황청동 지산동 범물동 두산동 상동 중동 수성동 파동 용계동 오동 정대동 냉천동 행정동 상원동 단산동 대일동 주동 옥분동 삼산동 우록동 |
| 제5대 민의원 | 조재천(曺在千) | 민주당         | 1960년 7월 29일 - 1961년 5월 16일  | 대구시 정: 남산동 대명동 봉덕동 대봉동 |
| 제5대 민의원 | 조일환(曺逸煥) | 민주당         | 1960년 7월 29일 - 1961년 5월 16일  | 대구시 무: 상리동 이현동 비산동 평리동 중리동 내당동 성당동 파산동 파호동 호림동 갈산동 신당동 이곡동 장동 장기동 죽전동 용산동 감삼동 본리동 송현동 상인동 진천동 유천동 대천동 월성동 월암동 도원동 |
| 제5대 민의원 | 장영모(蔣潁模) | 민주당         | 1960년 7월 29일 - 1961년 5월 16일  | 대구시 기: 칠성동1,2가 산격동 검단동 복현동 침산동 봉무동 불로동 도동 지저동 입석동 검사동 방촌동 둔산동 부동 신평동 평광동 능성동 진인동 도학동 백안동 미곡동 용수동 신무동 미대동 내동 신룡동 중대동 송정동 덕곡동 지묘동 연경동 서변동 동변동 |

## 같이 보기
- 대구 중구의 국회의원
- 대구 남구의 국회의원
- 대구 동구의 국회의원
- 대구 서구의 국회의원
- 대구 북구의 국회의원
- 대구 수성구의 국회의원
- 대구 달서구의 국회의원
- 달성군의 국회의원